# 加伊
加伊 （羅馬化：Gay）是俄罗斯奥伦堡州的一个城市。位于奥伦堡以東230公里处、加伊区的行政中心。人口41,100人（2005年估计）；41,621 （2002年人口普查）；41,668人（1989年人口普查）。1959年建立，1979年设市。